# Eric Van Lustbader
Eric Van Lustbader (Greenwich Village, 24 december 1946) is een Amerikaans schrijver van thriller-, spionage- en fantasyromans.

### De Ninja
- De ninja (The Ninja), Elsevier, 1981
- De Miko (The Miko), Het Spectrum, 1986
- Shironinja (White Ninja), Het Spectrum, 1992
- De Kaisho (The Kaisho), Luitingh-Sijthoff, 1995
- Tanjian (Floating City), Luitingh-Sijthoff, 1996
- Kshira (Second Skin), Luitingh-Sijthoff, 1996

### China Maroc
- Jian (Jian), Het Spectrum, 1986
- Shan (Shan), Het Spectrum, 1987

### Jason Bourne
- Het Bourne testament (The Bourne Legacy), Luitingh-Sijthoff, 2005
- Het Bourne verraad (The Bourne Betrayal), Luitingh-Sijthoff, 2007
- De Bourne sanctie (The Bourne Sanction), Luitingh-Sijthoff, 2009
- De Bourne misleiding (The Bourne Deception), Luitingh-Sijthoff, 2009
- De Bourne missie (The Bourne Objective), Luitingh-Sijthoff, 2010
- De Bourne belofte (The Bourne Dominion), Luitingh-Sijthoff, 2011
- Het Bourne bevel (The Bourne imperative), Luitingh-Sijthoff, 2013
- De Bourne vergelding (The Bourne Retribution), Luitingh-Sijthoff, 2013

### Overige
- Sirenen (Sirens), Het Spectrum, 1982 (ook als Verleiding volgens script, Het Spectrum, 1984)
- Het zwarte hart (Black Heart), Het Spectrum, 1984
- Zero (Zero), Het Spectrum, 1988
- Doodskus (French Kiss), Het Spectrum, 1990
- Wraakengelen (Angel Eyes), Het Spectrum, 1993
- Het zwarte zwaard (Black Blade), Het Spectrum, 1994
- Het derde oog (Dark Homecoming), Luitingh-Sijthoff, 1997
- Witte engel (Pale Saint), Areopagus, 2000
- Het testament (The Testament), Luitingh-Sijthoff, 2007
- De voorganger (First Daughter), A.W. Bruna Uitgevers, 2009
- De vertrouweling (Last Snow), A.W. Bruna Uitgevers, 2010
- Het Syriër complot (Blood Trust), A.W. Bruna Uitgevers, 2011